# Suite bergamasque
« Clair de lune (Debussy) » redirige ici. Pour les mélodies de Debussy du même nom, voir Clair de lune (homonymie).
La Suite bergamasque est une suite pour piano du compositeur français Claude Debussy, dont la première rédaction remonte à 1890 environ, et qui est publiée en juin 1905. 
Comptant parmi les plus célèbres compositions de Debussy, la Suite bergamasque est souvent considérée comme la meilleure œuvre pianistique de sa jeunesse. Elle compte quatre mouvements dont le plus célèbre est le troisième :
1. Prélude ;
2. Menuet ;
3. Clair de Lune ;
4. Passepied.

L'adjectif bergamasque (de la ville italienne de Bergame) est un écho au poème de Paul Verlaine, Clair de lune, tiré des Fêtes galantes (1892), lequel dans sa première strophe évoque les « masques et bergamasques », expression que reprendra aussi le compositeur Gabriel Fauré pour une suite d'orchestre datée de 1919.

## Genèse
Claude Debussy avait initialement songé à une suite à la forme ouverte, contenant un prélude, un menuet, une promenade sentimentale et une pavane. La promenade devint le Clair de Lune et le Passepied remplaça la pavane.
Vers 1904, Debussy pensait ajouter encore deux mouvements supplémentaires : Masques et l’Isle joyeuse, qui furent finalement publiés séparément. Les quatre morceaux furent révisés de 1890 à 1905, très peu de temps avant leur publication.

À propos de la Suite bergamasque, Debussy écrivit à son éditeur, dans une lettre du 21 avril 1905 : 

« Vous la donner telle quelle serait fou et inutile. »

La pièce fut adaptée plusieurs fois à l'orchestre, notamment par André Caplet, Leopold Stokowski et Lucien Cailliet.

## Mouvements

### Prélude
La première pièce de la suite le Prélude en fa majeur, en tempo rubato, joyeux et animé, est tout en contrastes, avec un début et une fin particulièrement spectaculaires. C’est une pièce festive qui s'inspire grandement du modèle baroque qu'on retrouve souvent dans les préludes. Certaines tournures évoquent de manière subtile le Clair de lune de Gabriel Fauré (mesures 33 et 34).
Il est, comme l'a voulu le compositeur, de nature statique, diatonique, et modale. Le langage harmonique ici repose plutôt sur les degrés secondaires (II, III, VI, VII).

### Menuet
Le deuxième mouvement est un menuet en la mineur. Son thème principal joueur contraste avec une section centrale mystérieuse et dramatique. Faisant allusion aux menuets des suites baroques, il n'en est pas moins frais en couleurs harmoniques et invention mélodique : 

« Les sonorités de ce morceau, comme celles du Passepied conclusif, évoquent gambes et luths à la manière d'un délicat pastiche des musiques d'autrefois ».

Pleine d'humour, cette pièce est assez sophistiquée du point de vue de la forme. Le thème principal apparaît à quatre reprises, dans le mode dorien, mais chaque fois sous une forme différente. Cette pièce est particulièrement originale au regard de la manière dont elle se distingue du style particulier de la plupart des menuets. À la place du caractère léger et délicat qu'on trouve dans un menuet, celui-ci présente plutôt les aspects d'une sorte de comédie brute. Debussy met en place un type nouveau de pièce en lieu et place de l'ancien style de danse.

### Clair de Lune

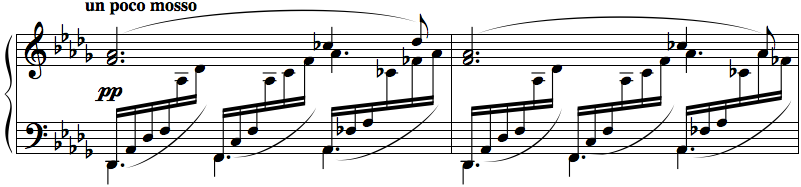
Partition du thème principal du Clair de Lune.

Le troisième mouvement est le célèbre Clair de Lune, en ré bémol majeur, sur un tempo andante très expressif, joué essentiellement pianissimo. C'est peut-être la pièce la plus connue de la Suite bergamasque pour piano seul, composée en 1890. Il est probable que son nom s'inspire du poème Clair de lune de Paul Verlaine.
La plus grande partie du mouvement est jouée pianissimo, et les allers et retours entre une grande intensité émotionnelle et une grande distance en font un chef-d'œuvre de l'époque impressionniste. Elle est jouée en ré bémol majeur, à l'exception de son point de plus grande intensité, en do dièse mineur[réf. nécessaire]. Le Clair de Lune est composé d'une exposition du thème (lente) puis d'une réexposition dans une partie rapide, le thème revenant à la fin dans la partie lente.
C'est désormais une œuvre jouée par beaucoup de harpistes, notamment parce que la partition peut être jouée sans modification de notes.
En 2013, le mouvement Clair de Lune est mis en scène dans le Doodle musical et animé du 22 août de Google, à l'occasion du 151e anniversaire de la naissance de Debussy : un cheminement virtuel sur les quais du Paris de la fin du XIXe siècle par une nuit de pleine lune, fait apparaître des ballons, les lumières de la ville qui clignotent, un moulin à vent, des fumées de cheminée, des automobiles d'époque, un cycliste en grand-bi, un bateau à vapeur et, en guise de scène finale romantique, deux rameurs en barque qui se rejoignent, l'homme et la femme étant réunis sous un parapluie rouge alors que la pluie commence à tomber.

### Passepied
Passepied, le mouvement final, est en fa dièse mineur sur un tempo allegretto ma non troppo. Le passepied est une danse originaire de Bretagne. Le Passepied de Debussy s'en détache beaucoup. C'est une pièce joyeuse, au caractère étrangement médiéval qui diffère de façon surprenante de son modèle baroque dans la mesure où il est plus rapide. Pendant toute sa durée, la pièce est jouée avec des arpèges en staccato à la main gauche.

## Dans la culture populaire

### Cinéma
Le mouvement Clair de Lune de la Suite bergamasque a été utilisé de nombreuses fois au cinéma.
- Walt Disney avait prévu de l'utiliser pour une séquence de son dessin animé musical Fantasia (1940)[5]. La séquence est finalement retirée avant d'avoir été terminée, en raison de la durée excessive du film. Cette séquence, intitulée « Clair de lune », où les mouvements de hérons illustrent la progression de la musique, est restaurée en 1996 puis intégrée en bonus au DVD du film.
- Dans L'Étoffe des héros (1983) de Philip Kaufman, un arrangement orchestral est utilisé.
- Dans Et vogue le navire… (1983) de Federico Fellini.
- Dans Le Clochard de Beverly Hills (1986) de Paul Mazursky (extrait de Clair de Lune, non crédité).
- Dans Frankie et Johnny (1991) de Garry Marshall.
- Dans l'Odeur de la papaye verte (1993) de Trần Anh Hùng.
- Dans Sept ans au Tibet (1997) de Jean-Jacques Annaud, en particulier pour la scène où Tenzin Gyatso reçoit une boite à musique.
- Dans All About Lily Chou-Chou (2001) de Shunji Iwai, différents extraits de la Suite bergamasque sont utilisés.
- Dans Ocean's Eleven (2001) de Steven Soderbergh, un arrangement pour orchestre conclut le film.
- Dans Dog Soldiers (2002) de Neil Marshall.
- Dans Man on Fire (2004) de Tony Scott, un arrangement pour piano seul est présent.
- Dans Ocean's 13 (2007) de Steven Soderbergh, on retrouve quelques notes de la version orchestrale lorsque Brad Pitt et George Clooney discutent devant la fontaine du casino avant le casse.
- Dans Reviens-moi (2007) de Joe Wright ; le film est récompensé aux Oscars 2008 pour la Meilleure musique.
- Dans la bande originale d'À bord du Darjeeling Limited (2008) de Wes Anderson.
- Dans Twilight, chapitre I : Fascination (2008) et Twilight, chapitre III : Hésitation (2010) de Catherine Hardwicke.
- Dans Tokyo Sonata (2009) de Kiyoshi Kurosawa, joué intégralement par un enfant au piano lors de la dernière scène du film.
- Dans Norteado (2009) de Rigoberto Perezcano, le Clair de lune accompagne à plusieurs reprises les images du mur à la frontière américaine de Tijuana.
- Dans La Rafle (2010) de Roselyne Bosch, le morceau illustre dans la scène finale le constat de la fin de la guerre, avec son côté dramatique et optimiste.
- Dans Yo, también (2010) d'Álvaro Pastor et Antonio Naharro, on entend quelques notes du morceau.
- Dans La Planète des singes : Les Origines (2011) de Rupert Wyatt, le père du scientifique essaie de jouer ce morceau au piano, avec difficultés à cause de sa maladie d’Alzheimer.
- Dans Populaire (2012) de Régis Roinsard, le personnage joué par Bérénice Bejo interprète le morceau au piano.
- Dans Les Héritiers (2014) de Marie-Castille Mention-Schaar, à deux moments-clé du film : lors de la première séance dédiée au sujet dans la classe, et à la conclusion du même concours lors de la remise de prix.
- Dans Alice et le maire (2019) de Nicolas Pariser.
- Dans True Mothers (Asa ga kuru, 2020) de Naomi Kawase.
- Dans Goliath (2022) de Frédéric Tellier.
- Dans Everything Everywhere All at Once (2022) de Daniel Kwan et Daniel Scheinert.
- Dans The Creator (2023) de Gareth Edwards (réalisateur).
- Dans Marcello mio (2024) de Christophe Honoré, lors de la rencontre du personnage de Chiara (joué par Chiara Mastroianni) avec Colin (joué par Hugh Skinner), puis lors d'une de leurs rencontres suivantes : arrangement de Isao Tomita.
- Dans Sons (Vogter), sorti en 2024, on entend quelques notes du morceau.

### Télévision
Le mouvement Clair de Lune est utilisé dans de nombreux séries télévisées.
- Dans la série Ren et Stimpy, dans les épisodes « Le Petit Géant », « Le Fils de Stimpy » et « De Beaux Pectoraux ».
- Dans la série South Park, à la fin de l'épisode 1212, comme clin d'œil parodique du film Ocean's Eleven.
- Dans la série Skins, le Clair de Lune ainsi que d'autres compositions de Debussy composent essentiellement la bande originale de l'épisode 7 de la saison 3.
- Dans la série Hōrō Musuko, à la fin du premier épisode.
- Dans la série Nip/Tuck (saison 6, épisode 5), à trois reprises durant l'épisode.
- Dans la série Les Simpson, dans les épisodes « Le Péché de Ned », « Privé de jet privé » et « Gym Tony ».
- Dans la série Les Soprano, joué à la harpe lors de l’épisode 11 de la saison 5.
- Dans la série Falling Skies, joué à la guitare à la fin de l'épisode 4 de la saison 2.
- Dans la série Westworld, à la fin de l'épisode 5 de la première saison.
- Dans la série The Blacklist, en fond sonore d'un restaurant dans l'épisode 13 de la saison 3.
- Dans la série Your Lie in April, pendant l'épisode 15.
- Dans la série Future Man, pendant l'épisode 2 de la saison 2.
- Dans la série Watchmen, pendant l'épisode 5.
- Dans la série Flashpoint, joué, chantonné et évoqué par les personnages pendant l'épisode 11 de la saison 5.
- Dans la série Malcolm in the middle, pendant l'épisode 2 de la saison 4, Dewey joue le début du Clair de Lune lors de sa première fois au piano.
- dans la série Netflix Black Mirror S7E3 « Hôtel Rêverie » Clair de Lune fait partie du scénario et est joué par les acteurs, Rêverie est complet dans le générique de fin

Dans le téléfilm Temps de chien ! (2019) d'Édouard Deluc, le personnage de Philippe Rebbot se réveille au son de la mélodie de Clair de lune, jouée au piano dans la pièce voisine par le personnage de Brigitte Fossey.

### Musique
Clair de Lune :
- Hiromi Uehara, arrangement pour jazz.
- Joué également à la harpe, sans nécessiter de transcription, notamment par Susan Drake[6].
- Joué également à l'accordéon par Richard Galliano, dans son album The Tokyo concert (2019).
- Joué également à l'orgue par Jean-Baptiste Robin. Partition éditée aux Editions Le Chant du Monde 2017 et enregistré dans l’album Once upon a time... at the Walt Disney Concert Hall in Los Angeles (2020).

Passepied :
- Le groupe Punch Brothers, sur leur album The Phosphorescent Blues, version arrangée.
- Isao Tomita a fait un arrangement électronique du Clair de Lune et du Passepied en 1974[7].

### Danse
- Dans un « pas de deux » du ballet Moulin Rouge, créé en 2009 par le Royal Winnipeg Ballet.

### Jeux vidéo
Le mouvement Clair de Lune est utilisé dans de nombreux jeux vidéo.
- Dans Final Fantasy V (1992) avec une très courte ré-interprétation, sur la piste Piano Lesson 8.
- Dans YU-NO (en) (1996) avec une version en synthèse FM, dans la piste Coffee Shop.
- Dans Persona 2: Innocent Sin (1999) parmi les reprises de morceaux classique, avec la piste Moonlight.
- Dans Flower, Sun, and Rain (2001) parmi les nombreuses reprises de morceaux classiques.
- Dans Eschatos (en) (2011).
- Dans Killer Is Dead (2013) lors du générique de fin.
- Dans Rain (2013). Par ailleurs, la bande originale du jeu (composée par Yugo Kanno) comporte de nombreuses variations sur ce thème.
- Dans The Evil Within (2014), ainsi que dans sa suite The Evil Within 2 (2017).
- Dans White Night (en) (2015).
- Dans Danganronpa V3: Killing Harmony (2017), ce mouvement devient un thème musical qui entoure le personnage de Kaede Akamatsu, une pianiste.
- Dans Sayonara Wild Hearts (2019), c'est un thème récurrent qui introduit et clôture le jeu.
- Dans Coffee Talk (2020), sur une piste du jeu arrangée pour l'occasion.
- Dans Ultrakill (en) (2020).
- Dans Cyberpunk 2077 (2020), au cours de la mission « I Fought The Law » : lors de l'entrée dans l'appartement des Peralez, le piano joue automatiquement ce morceau.
- Dans la bande annonce du jeu Noroware Cycle (ノロワレサイクル).

Passepied a été utilisé dans Castlevania II: Belmont's Revenge (1991).

### Publicités
- Dans une publicité pour la marque Chanel en 2006, avec Nicole Kidman (adaptation de Craig Armstrong).
- Dans une publicité pour Paris Aéroport en avril 2016.